# Ishøjs kommun
Ishøjs kommun (danska Ishøj Kommune) ligger i Region Hovedstaden i Danmark, omkring 17 km sydväst om centrala Köpenhamn (S-tågförbindelse). Kommunen ligger vid Kögebukten (Køge Bugt) och järnvägen Køge Bugt-banen.
Kommunen har 22 284 invånare (2015). Under de senaste[när?] 30 åren har kommunen vuxit avsevärt i storlek. Omkring 3 500 invånare har turkiskt ursprung och kom till Danmark på 1960-talet som gästarbetare.
Kommunen omsätter ungefär 900 miljoner danska kronor. Kommunalskatten är 20,9 procent.[källa behövs]
Socialdemokraterna styr kommunen sedan 2005.[källa behövs]

## Vänorter
- Bad Salzungen, Tyskland
- Lindås, Norge
- Trzebinia, Polen
- Haninge, Sverige
- Svedala, Sverige
- Yeniceoba, Turkiet

## Borgmästare
- Kai Laursen, Socialdemokratiet, 1 april 1970–31 mars 1974[4]
- Per Madsen, Socialdemokratiet, 1 april 1974–31 december 2000
- Ole Bjørstorp, Socialdemokratiet, 1 januari 2001–2021[5]
- Ole Bjørstorp, Ishøjlisten, 2021–31 december 2021[5]
- Merete Amdisen, Socialdemokratiet, 1 januari 2022–

Denna lista hämtas från Wikidata. Informationen kan ändras där.